# Alfredo Lobos
Alfredo Lobos Aránguiz (1890-1918) fue un pintor y dibujante chileno.

## Biografía
Era hermano de los también pintores Enrique Lobos y Alberto Lobos: todos ellos pertenecieron a la denominada generación del 13. Nacido en 1890 en Rancagua o en Santiago de Chile, en el seno de una familia modesta, se convirtió en discípulo de la Escuela de Bellas Artes de la capital chilena, cuando la institución era dirigida por el español Fernando Álvarez de Sotomayor y había en ella, al menos según Francisco Alcántara, seis profesores españoles y otros varios franceses y alemanes.

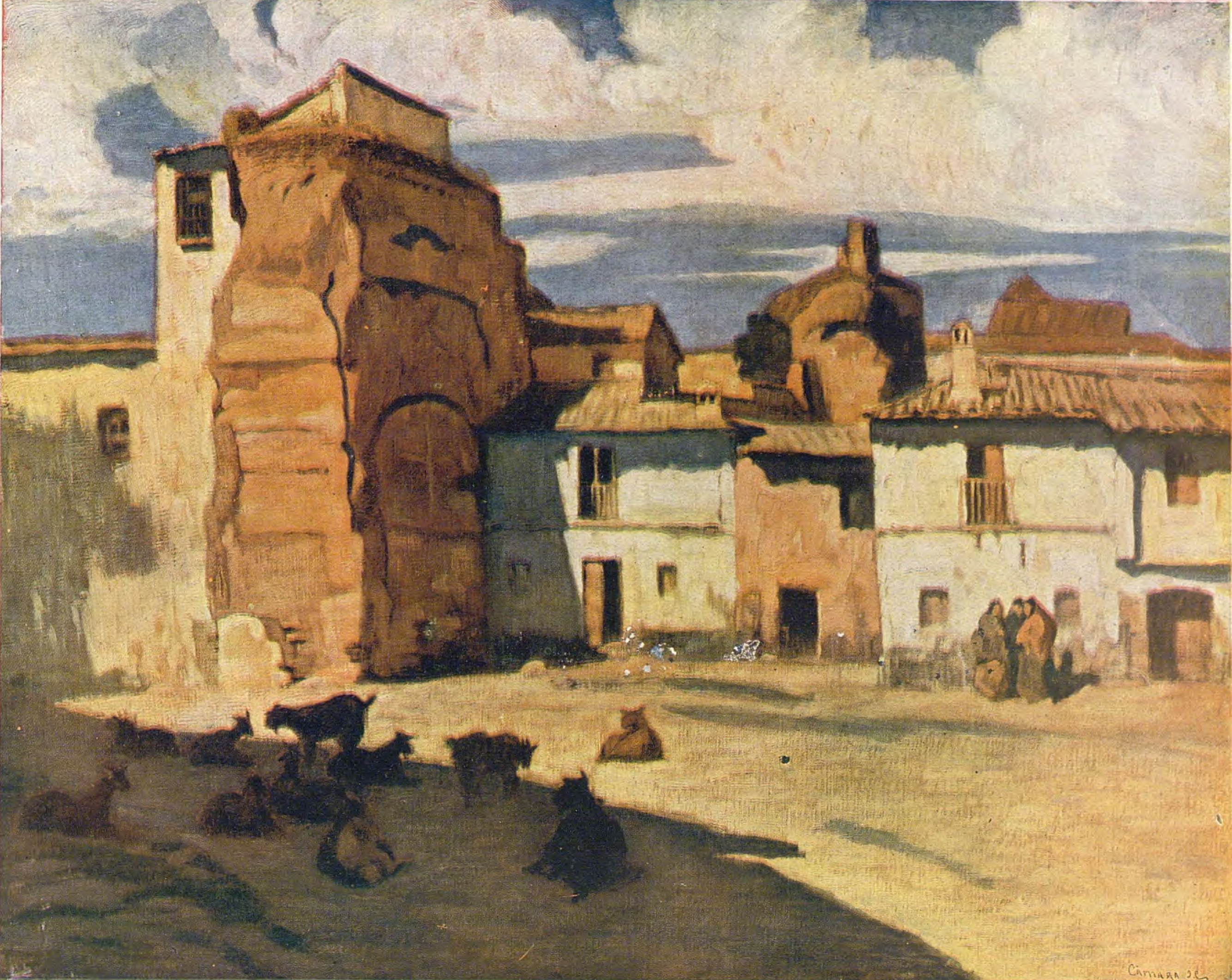
En la placeta del Abad (1917)

Una exposición en su ciudad natal, de resultados pecuniarios excepcionales, le permitió realizar sus sueños: marchar a Europa, dejando atrás mujer e hijos, y estudiar en España. En dicho país llevaba un año cuando, a mediados de enero de 1918, le sorprendió la muerte a la edad de veintisiete años en Madrid, en el número 20 de la calle de Lavapiés, cuando se disponía a mostrar al público el fruto de su trabajo por tierras andaluzas.
Antes de fallecer había viajado, además de por Andalucía, por Castilla, realizando dibujos y pinturas encuadradas en el género del paisajismo. Entre sus trabajos se contaron pinturas como Castillos árabes, Pinos de Alcalá, La placeta del Abad, Sol de tarde en el Generalife y Noche en el Albaicín.